# Eukiefferiella yaraensis
Eukiefferiella yaraensis är en tvåvingeart som beskrevs av Sasa och Hasegawa 1988. Eukiefferiella yaraensis ingår i släktet Eukiefferiella och familjen fjädermyggor. Inga underarter finns listade i Catalogue of Life.